# Martijn van Eijzeren

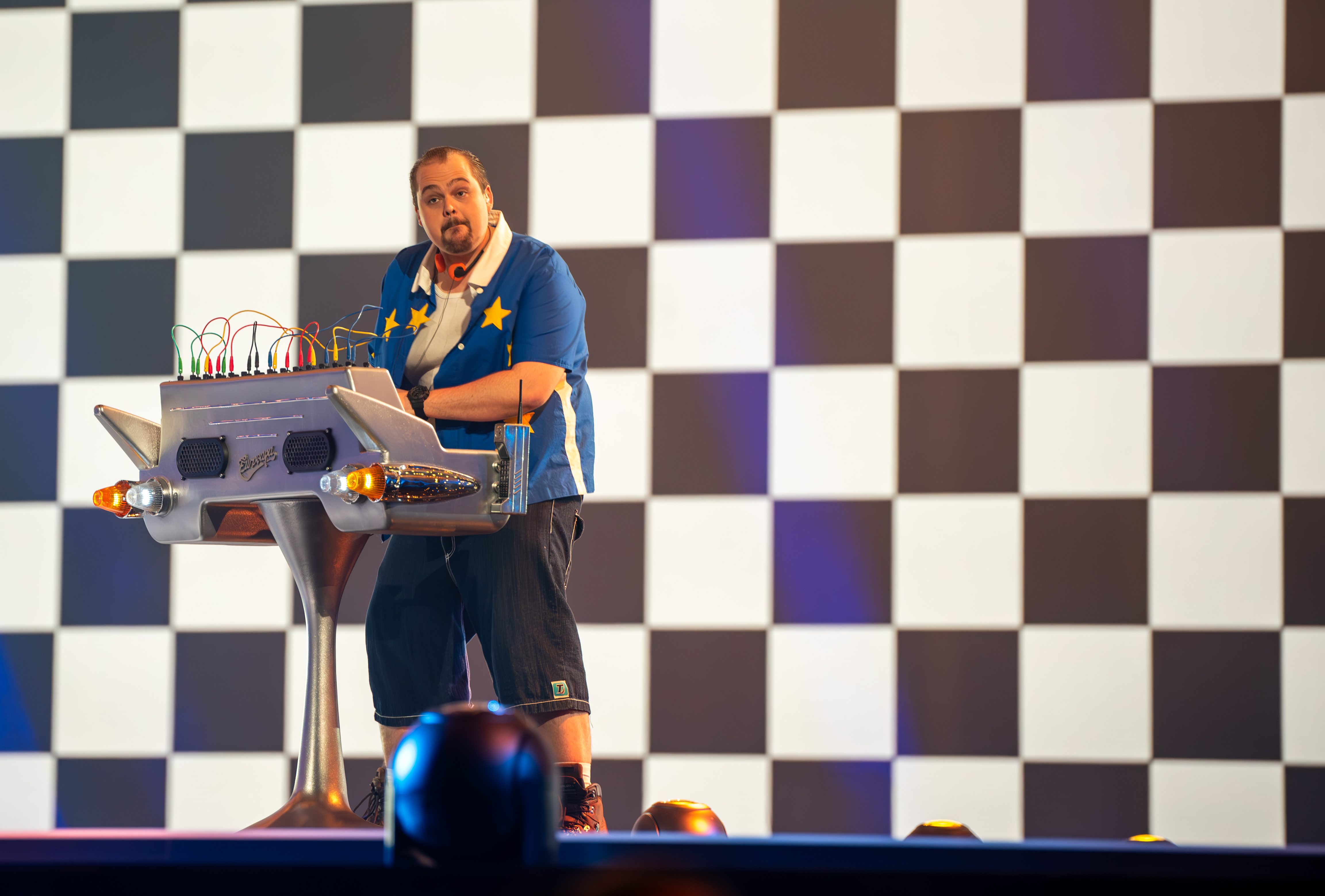
Martijn durante l'esibizione dei Paesi Bassi durante l'Eurovision Song Contest 2024.

Martijn van Eijzeren, detto Stuntje, noto anche con lo pseudonimo di Stuntkabouter (Middelburg, 1º gennaio 1998), è un attore, regista e musicista olandese.

## Biografia

### Carriera
Martijn è nato nel 1998 nella città di Middelburg.
Ha iniziato a creare alcuni sketch comici su internet da quando era giovane, per poi pubblicarli su siti come YouTube, Instagram e TikTok – è inoltre apparso frequentemente nei video di alcuni youtuber olandesi, come Joost Klein.
Nel 2019 è stato premiato ai Best Social Awards come "Miglior Instagrammer"
Nel 2016 la sua voce è apparsa negli album Dakloos ed M van Marketing di Joost Klein e da allora è apparso esclusivamente dietro le quinte, avendo diretto molti videoclip per Joost.
Nello stesso anno ha fatto un'apparizione nel film Renesse dove interpretava un collega del protagonista, tra il 2021 e il 2022 è apparso nella serie Herres a fianco di Appie Mussa.
Ha anche avuto ruoli minori, apparendo in alcune pubblicità per KFC e Chocomel.
Nel 2023 è comparso nella web serie De Kluis insieme a Joost Klein e Donny Ronny.
Nel 2024 è apparso nel videoclip della canzone Europapa di Joost Klein e lo seguirà all'Eurovision Song Contest, dove si occupava delle chitarre e tastiere.

## Filmografia

### Attore
- 2016 – Renesse, interpreta Luca, regia di Willem Gerritsen
- 2017 – Limburgia, interpreta Apollo, regia di Noël Loozen
- 2021 – Herres, interpreta Marnix, regia di Wouter van Couwelaar
- 2022 – Sputum, interpreta Fod, regia di Dan Geesin
- 2023 – NOOD, interpreta un vlogger, regia di Joram Lürsen
- 2023 – De Kluis, interpreta sé stesso, regia di StukTV
- 2023 – Stefans Stilste Show, interpreta sé stesso, regia di StukTV

## Discografia

### Regista
2016 – Zelfgemaakt (con Joost)
2017 – VROOM (Famke Louise Remix) (con Joost, Donnie & Famke Louise)
2019 – Summervibes 2019 (con Joost)
2019 – Klaar! (con Joost & Brunzyn)
2020 – Bee the Movie (con Joost)
2021 – Peki op de Pont (con Gotu Jim & Nelcon)
2021 – Monster Energy (con Joost & Rarri Jackson)
2021 – Yayaya (con Nelcon & Brunzyn)
2022 – Wachtmuziek (con Joost)
2022 – Fossiel (con Joost, Donnie, Yung Petsi, FeestDJRuud & Ka$per Hits)

### Comparsa
2016 – Range Rovers (con Joost)
2018 – Friikandelbroodje (con Joost & Donnie)
2019 – Europapa (con Joost)

## Premi
| Anno | Premiazione            | Categoria                 | Risultato |
| ---- | ---------------------- | ------------------------- | --------- |
| 2019 | The Best Social Awards | Best Instagrammer of 2019 | Nominato  |